# Music Industry Awards
Die Music Industry Awards (kurz: MIA's) sind Musikpreise, die seit 2007 durch den flämischen Rundfunk VRT und das Muziekcentrum Vlaanderen verliehen werden. Sie sind Nachfolger des von 1994 bis 2006 verliehenen ZAMU Award der inzwischen aufgelösten Vlaamse vereniging van Zangers en Muzikanten.
Die erste Preisverleihung fand am 30. Januar 2008 statt und wurde am 1. Februar 2008 vom Fernsehsender één ausgestrahlt. Die Preise wurden in zwölf Kategorien verliehen, wovon in neun Kategorien das Publikum für den Gewinner abstimmen konnte, in drei Kategorien entschied eine Jury aus Vertretern der Musikbranche.
Der größte Gewinner der MIA's 2007 war der Sänger Milow mit drei Auszeichnungen. Im Jahr 2008 dominierte er erneut die Preisverleihung mit fünf Awards. Bei den MIA's 2009 erhielten die Bands Absynthe Minded und DAAN jeweils vier Preise. Bei der vierten Verleihung der MIA's am 7. Januar 2011 erhielt Stromae den Award für den „Hit des Jahres“ und „Bester Newcomer“. Auch die Bands The Black Box Revelation, Goose und Triggerfinger wurden in jeweils zwei Kategorien ausgezeichnet.